# Král a dva střelci proti králi
|   | a                                                                | b                                                                | c                                                                | d                                                                | e                                                                | f                                                                | g                                                                | h                                                                |   |
| 8 | a8 černý král · c7 bílý střelec · b6 bílý král · c6 bílý střelec | a8 černý král · c7 bílý střelec · b6 bílý král · c6 bílý střelec | a8 černý král · c7 bílý střelec · b6 bílý král · c6 bílý střelec | a8 černý král · c7 bílý střelec · b6 bílý král · c6 bílý střelec | a8 černý král · c7 bílý střelec · b6 bílý král · c6 bílý střelec | a8 černý král · c7 bílý střelec · b6 bílý král · c6 bílý střelec | a8 černý král · c7 bílý střelec · b6 bílý král · c6 bílý střelec | a8 černý král · c7 bílý střelec · b6 bílý král · c6 bílý střelec | 8 |
| 7 | a8 černý král · c7 bílý střelec · b6 bílý král · c6 bílý střelec | a8 černý král · c7 bílý střelec · b6 bílý král · c6 bílý střelec | a8 černý král · c7 bílý střelec · b6 bílý král · c6 bílý střelec | a8 černý král · c7 bílý střelec · b6 bílý král · c6 bílý střelec | a8 černý král · c7 bílý střelec · b6 bílý král · c6 bílý střelec | a8 černý král · c7 bílý střelec · b6 bílý král · c6 bílý střelec | a8 černý král · c7 bílý střelec · b6 bílý král · c6 bílý střelec | a8 černý král · c7 bílý střelec · b6 bílý král · c6 bílý střelec | 7 |
| 6 | a8 černý král · c7 bílý střelec · b6 bílý král · c6 bílý střelec | a8 černý král · c7 bílý střelec · b6 bílý král · c6 bílý střelec | a8 černý král · c7 bílý střelec · b6 bílý král · c6 bílý střelec | a8 černý král · c7 bílý střelec · b6 bílý král · c6 bílý střelec | a8 černý král · c7 bílý střelec · b6 bílý král · c6 bílý střelec | a8 černý král · c7 bílý střelec · b6 bílý král · c6 bílý střelec | a8 černý král · c7 bílý střelec · b6 bílý král · c6 bílý střelec | a8 černý král · c7 bílý střelec · b6 bílý král · c6 bílý střelec | 6 |
| 5 | a8 černý král · c7 bílý střelec · b6 bílý král · c6 bílý střelec | a8 černý král · c7 bílý střelec · b6 bílý král · c6 bílý střelec | a8 černý král · c7 bílý střelec · b6 bílý král · c6 bílý střelec | a8 černý král · c7 bílý střelec · b6 bílý král · c6 bílý střelec | a8 černý král · c7 bílý střelec · b6 bílý král · c6 bílý střelec | a8 černý král · c7 bílý střelec · b6 bílý král · c6 bílý střelec | a8 černý král · c7 bílý střelec · b6 bílý král · c6 bílý střelec | a8 černý král · c7 bílý střelec · b6 bílý král · c6 bílý střelec | 5 |
| 4 | a8 černý král · c7 bílý střelec · b6 bílý král · c6 bílý střelec | a8 černý král · c7 bílý střelec · b6 bílý král · c6 bílý střelec | a8 černý král · c7 bílý střelec · b6 bílý král · c6 bílý střelec | a8 černý král · c7 bílý střelec · b6 bílý král · c6 bílý střelec | a8 černý král · c7 bílý střelec · b6 bílý král · c6 bílý střelec | a8 černý král · c7 bílý střelec · b6 bílý král · c6 bílý střelec | a8 černý král · c7 bílý střelec · b6 bílý král · c6 bílý střelec | a8 černý král · c7 bílý střelec · b6 bílý král · c6 bílý střelec | 4 |
| 3 | a8 černý král · c7 bílý střelec · b6 bílý král · c6 bílý střelec | a8 černý král · c7 bílý střelec · b6 bílý král · c6 bílý střelec | a8 černý král · c7 bílý střelec · b6 bílý král · c6 bílý střelec | a8 černý král · c7 bílý střelec · b6 bílý král · c6 bílý střelec | a8 černý král · c7 bílý střelec · b6 bílý král · c6 bílý střelec | a8 černý král · c7 bílý střelec · b6 bílý král · c6 bílý střelec | a8 černý král · c7 bílý střelec · b6 bílý král · c6 bílý střelec | a8 černý král · c7 bílý střelec · b6 bílý král · c6 bílý střelec | 3 |
| 2 | a8 černý král · c7 bílý střelec · b6 bílý král · c6 bílý střelec | a8 černý král · c7 bílý střelec · b6 bílý král · c6 bílý střelec | a8 černý král · c7 bílý střelec · b6 bílý král · c6 bílý střelec | a8 černý král · c7 bílý střelec · b6 bílý král · c6 bílý střelec | a8 černý král · c7 bílý střelec · b6 bílý král · c6 bílý střelec | a8 černý král · c7 bílý střelec · b6 bílý král · c6 bílý střelec | a8 černý král · c7 bílý střelec · b6 bílý král · c6 bílý střelec | a8 černý král · c7 bílý střelec · b6 bílý král · c6 bílý střelec | 2 |
| 1 | a8 černý král · c7 bílý střelec · b6 bílý král · c6 bílý střelec | a8 černý král · c7 bílý střelec · b6 bílý král · c6 bílý střelec | a8 černý král · c7 bílý střelec · b6 bílý král · c6 bílý střelec | a8 černý král · c7 bílý střelec · b6 bílý král · c6 bílý střelec | a8 černý král · c7 bílý střelec · b6 bílý král · c6 bílý střelec | a8 černý král · c7 bílý střelec · b6 bílý král · c6 bílý střelec | a8 černý král · c7 bílý střelec · b6 bílý král · c6 bílý střelec | a8 černý král · c7 bílý střelec · b6 bílý král · c6 bílý střelec | 1 |
|   | a                                                                | b                                                                | c                                                                | d                                                                | e                                                                | f                                                                | g                                                                | h                                                                |   |

Král a dva střelci proti králi je šachová pozice, jež je vynuceně vyhraná za stranu s dvěma střelci.
Na diagramech jsou dvě základní matové pozice, jimiž končí úspěšně vedená koncovka dvou střelců různé barvy a krále proti osamocenému králi, jenž může nastat v libovolném rohu. Vynutit mat s dvěma střelci stejné barvy není možné (tato situace v běžném šachu však téměř nenastává). První diagram ukazuje mat v rohu šachovnice, druhý dokumentuje mat na straně šachovnice vedle rohu. Mat je možné z každého postavení se silnější stranou na tahu vynutit nejpozději v 21 tazích. Matovat lze jen na krajní řadě či sloupci, vynutit mat je však možné pouze v rohu nebo na poli sousedícím s rohem šachovnice. Strategií silnější strany je postupně vytlačovat krále slabší strany k okraji šachovnice a poté do některého rohu, kde již je možné dát mat.
.
|   | a                                                                | b                                                                | c                                                                | d                                                                | e                                                                | f                                                                | g                                                                | h                                                                |   |
| 8 | a7 černý král · b7 bílý střelec · c7 bílý král · c5 bílý střelec | a7 černý král · b7 bílý střelec · c7 bílý král · c5 bílý střelec | a7 černý král · b7 bílý střelec · c7 bílý král · c5 bílý střelec | a7 černý král · b7 bílý střelec · c7 bílý král · c5 bílý střelec | a7 černý král · b7 bílý střelec · c7 bílý král · c5 bílý střelec | a7 černý král · b7 bílý střelec · c7 bílý král · c5 bílý střelec | a7 černý král · b7 bílý střelec · c7 bílý král · c5 bílý střelec | a7 černý král · b7 bílý střelec · c7 bílý král · c5 bílý střelec | 8 |
| 7 | a7 černý král · b7 bílý střelec · c7 bílý král · c5 bílý střelec | a7 černý král · b7 bílý střelec · c7 bílý král · c5 bílý střelec | a7 černý král · b7 bílý střelec · c7 bílý král · c5 bílý střelec | a7 černý král · b7 bílý střelec · c7 bílý král · c5 bílý střelec | a7 černý král · b7 bílý střelec · c7 bílý král · c5 bílý střelec | a7 černý král · b7 bílý střelec · c7 bílý král · c5 bílý střelec | a7 černý král · b7 bílý střelec · c7 bílý král · c5 bílý střelec | a7 černý král · b7 bílý střelec · c7 bílý král · c5 bílý střelec | 7 |
| 6 | a7 černý král · b7 bílý střelec · c7 bílý král · c5 bílý střelec | a7 černý král · b7 bílý střelec · c7 bílý král · c5 bílý střelec | a7 černý král · b7 bílý střelec · c7 bílý král · c5 bílý střelec | a7 černý král · b7 bílý střelec · c7 bílý král · c5 bílý střelec | a7 černý král · b7 bílý střelec · c7 bílý král · c5 bílý střelec | a7 černý král · b7 bílý střelec · c7 bílý král · c5 bílý střelec | a7 černý král · b7 bílý střelec · c7 bílý král · c5 bílý střelec | a7 černý král · b7 bílý střelec · c7 bílý král · c5 bílý střelec | 6 |
| 5 | a7 černý král · b7 bílý střelec · c7 bílý král · c5 bílý střelec | a7 černý král · b7 bílý střelec · c7 bílý král · c5 bílý střelec | a7 černý král · b7 bílý střelec · c7 bílý král · c5 bílý střelec | a7 černý král · b7 bílý střelec · c7 bílý král · c5 bílý střelec | a7 černý král · b7 bílý střelec · c7 bílý král · c5 bílý střelec | a7 černý král · b7 bílý střelec · c7 bílý král · c5 bílý střelec | a7 černý král · b7 bílý střelec · c7 bílý král · c5 bílý střelec | a7 černý král · b7 bílý střelec · c7 bílý král · c5 bílý střelec | 5 |
| 4 | a7 černý král · b7 bílý střelec · c7 bílý král · c5 bílý střelec | a7 černý král · b7 bílý střelec · c7 bílý král · c5 bílý střelec | a7 černý král · b7 bílý střelec · c7 bílý král · c5 bílý střelec | a7 černý král · b7 bílý střelec · c7 bílý král · c5 bílý střelec | a7 černý král · b7 bílý střelec · c7 bílý král · c5 bílý střelec | a7 černý král · b7 bílý střelec · c7 bílý král · c5 bílý střelec | a7 černý král · b7 bílý střelec · c7 bílý král · c5 bílý střelec | a7 černý král · b7 bílý střelec · c7 bílý král · c5 bílý střelec | 4 |
| 3 | a7 černý král · b7 bílý střelec · c7 bílý král · c5 bílý střelec | a7 černý král · b7 bílý střelec · c7 bílý král · c5 bílý střelec | a7 černý král · b7 bílý střelec · c7 bílý král · c5 bílý střelec | a7 černý král · b7 bílý střelec · c7 bílý král · c5 bílý střelec | a7 černý král · b7 bílý střelec · c7 bílý král · c5 bílý střelec | a7 černý král · b7 bílý střelec · c7 bílý král · c5 bílý střelec | a7 černý král · b7 bílý střelec · c7 bílý král · c5 bílý střelec | a7 černý král · b7 bílý střelec · c7 bílý král · c5 bílý střelec | 3 |
| 2 | a7 černý král · b7 bílý střelec · c7 bílý král · c5 bílý střelec | a7 černý král · b7 bílý střelec · c7 bílý král · c5 bílý střelec | a7 černý král · b7 bílý střelec · c7 bílý král · c5 bílý střelec | a7 černý král · b7 bílý střelec · c7 bílý král · c5 bílý střelec | a7 černý král · b7 bílý střelec · c7 bílý král · c5 bílý střelec | a7 černý král · b7 bílý střelec · c7 bílý král · c5 bílý střelec | a7 černý král · b7 bílý střelec · c7 bílý král · c5 bílý střelec | a7 černý král · b7 bílý střelec · c7 bílý král · c5 bílý střelec | 2 |
| 1 | a7 černý král · b7 bílý střelec · c7 bílý král · c5 bílý střelec | a7 černý král · b7 bílý střelec · c7 bílý král · c5 bílý střelec | a7 černý král · b7 bílý střelec · c7 bílý král · c5 bílý střelec | a7 černý král · b7 bílý střelec · c7 bílý král · c5 bílý střelec | a7 černý král · b7 bílý střelec · c7 bílý král · c5 bílý střelec | a7 černý král · b7 bílý střelec · c7 bílý král · c5 bílý střelec | a7 černý král · b7 bílý střelec · c7 bílý král · c5 bílý střelec | a7 černý král · b7 bílý střelec · c7 bílý král · c5 bílý střelec | 1 |
|   | a                                                                | b                                                                | c                                                                | d                                                                | e                                                                | f                                                                | g                                                                | h                                                                |   |

K vynucení matu je nutno využít obou střelců s pomocí králi, nutno je dodržovat tyto principy:
- Střelci jsou nejúčinnější pokud jsou v centru a na sousedících diagonálách, ideálně hned vedle sebe. Toto odřezává soupeřova krále.
- Král musí být využíván agresivně a ve spolupráci se střelci.

|   | a                                                                | b                                                                | c                                                                | d                                                                | e                                                                | f                                                                | g                                                                | h                                                                |   |
| 8 | d4 černý král · c1 bílý střelec · d1 bílý král · f1 bílý střelec | d4 černý král · c1 bílý střelec · d1 bílý král · f1 bílý střelec | d4 černý král · c1 bílý střelec · d1 bílý král · f1 bílý střelec | d4 černý král · c1 bílý střelec · d1 bílý král · f1 bílý střelec | d4 černý král · c1 bílý střelec · d1 bílý král · f1 bílý střelec | d4 černý král · c1 bílý střelec · d1 bílý král · f1 bílý střelec | d4 černý král · c1 bílý střelec · d1 bílý král · f1 bílý střelec | d4 černý král · c1 bílý střelec · d1 bílý král · f1 bílý střelec | 8 |
| 7 | d4 černý král · c1 bílý střelec · d1 bílý král · f1 bílý střelec | d4 černý král · c1 bílý střelec · d1 bílý král · f1 bílý střelec | d4 černý král · c1 bílý střelec · d1 bílý král · f1 bílý střelec | d4 černý král · c1 bílý střelec · d1 bílý král · f1 bílý střelec | d4 černý král · c1 bílý střelec · d1 bílý král · f1 bílý střelec | d4 černý král · c1 bílý střelec · d1 bílý král · f1 bílý střelec | d4 černý král · c1 bílý střelec · d1 bílý král · f1 bílý střelec | d4 černý král · c1 bílý střelec · d1 bílý král · f1 bílý střelec | 7 |
| 6 | d4 černý král · c1 bílý střelec · d1 bílý král · f1 bílý střelec | d4 černý král · c1 bílý střelec · d1 bílý král · f1 bílý střelec | d4 černý král · c1 bílý střelec · d1 bílý král · f1 bílý střelec | d4 černý král · c1 bílý střelec · d1 bílý král · f1 bílý střelec | d4 černý král · c1 bílý střelec · d1 bílý král · f1 bílý střelec | d4 černý král · c1 bílý střelec · d1 bílý král · f1 bílý střelec | d4 černý král · c1 bílý střelec · d1 bílý král · f1 bílý střelec | d4 černý král · c1 bílý střelec · d1 bílý král · f1 bílý střelec | 6 |
| 5 | d4 černý král · c1 bílý střelec · d1 bílý král · f1 bílý střelec | d4 černý král · c1 bílý střelec · d1 bílý král · f1 bílý střelec | d4 černý král · c1 bílý střelec · d1 bílý král · f1 bílý střelec | d4 černý král · c1 bílý střelec · d1 bílý král · f1 bílý střelec | d4 černý král · c1 bílý střelec · d1 bílý král · f1 bílý střelec | d4 černý král · c1 bílý střelec · d1 bílý král · f1 bílý střelec | d4 černý král · c1 bílý střelec · d1 bílý král · f1 bílý střelec | d4 černý král · c1 bílý střelec · d1 bílý král · f1 bílý střelec | 5 |
| 4 | d4 černý král · c1 bílý střelec · d1 bílý král · f1 bílý střelec | d4 černý král · c1 bílý střelec · d1 bílý král · f1 bílý střelec | d4 černý král · c1 bílý střelec · d1 bílý král · f1 bílý střelec | d4 černý král · c1 bílý střelec · d1 bílý král · f1 bílý střelec | d4 černý král · c1 bílý střelec · d1 bílý král · f1 bílý střelec | d4 černý král · c1 bílý střelec · d1 bílý král · f1 bílý střelec | d4 černý král · c1 bílý střelec · d1 bílý král · f1 bílý střelec | d4 černý král · c1 bílý střelec · d1 bílý král · f1 bílý střelec | 4 |
| 3 | d4 černý král · c1 bílý střelec · d1 bílý král · f1 bílý střelec | d4 černý král · c1 bílý střelec · d1 bílý král · f1 bílý střelec | d4 černý král · c1 bílý střelec · d1 bílý král · f1 bílý střelec | d4 černý král · c1 bílý střelec · d1 bílý král · f1 bílý střelec | d4 černý král · c1 bílý střelec · d1 bílý král · f1 bílý střelec | d4 černý král · c1 bílý střelec · d1 bílý král · f1 bílý střelec | d4 černý král · c1 bílý střelec · d1 bílý král · f1 bílý střelec | d4 černý král · c1 bílý střelec · d1 bílý král · f1 bílý střelec | 3 |
| 2 | d4 černý král · c1 bílý střelec · d1 bílý král · f1 bílý střelec | d4 černý král · c1 bílý střelec · d1 bílý král · f1 bílý střelec | d4 černý král · c1 bílý střelec · d1 bílý král · f1 bílý střelec | d4 černý král · c1 bílý střelec · d1 bílý král · f1 bílý střelec | d4 černý král · c1 bílý střelec · d1 bílý král · f1 bílý střelec | d4 černý král · c1 bílý střelec · d1 bílý král · f1 bílý střelec | d4 černý král · c1 bílý střelec · d1 bílý král · f1 bílý střelec | d4 černý král · c1 bílý střelec · d1 bílý král · f1 bílý střelec | 2 |
| 1 | d4 černý král · c1 bílý střelec · d1 bílý král · f1 bílý střelec | d4 černý král · c1 bílý střelec · d1 bílý král · f1 bílý střelec | d4 černý král · c1 bílý střelec · d1 bílý král · f1 bílý střelec | d4 černý král · c1 bílý střelec · d1 bílý král · f1 bílý střelec | d4 černý král · c1 bílý střelec · d1 bílý král · f1 bílý střelec | d4 černý král · c1 bílý střelec · d1 bílý král · f1 bílý střelec | d4 černý král · c1 bílý střelec · d1 bílý král · f1 bílý střelec | d4 černý král · c1 bílý střelec · d1 bílý král · f1 bílý střelec | 1 |
|   | a                                                                | b                                                                | c                                                                | d                                                                | e                                                                | f                                                                | g                                                                | h                                                                |   |

V pozici od Seirawana bílý vyhraje s metodou dotlačováním černého krále na kraj šachovnice, pak do rohu a následně ho zmatí. Král může být dotlačen do jakéhokoliv rohu šachovnice. Postup je takovýto:
1. Ke2 Ke4 (Bílý aktivizuje krále, černý se drží králem v centru)
2. Se3 Ke5
3. Kd3 Kd5
4. Sd4 Ke6
5. Ke4 Kd6
6. Sc4 (Bílý má dobrou pozici, střelci jsou aktivní a král je v centru)
6... Kc6
7. Ke5 Kd7 (černý se vzdaluje od rohu a8)
8. Sd5 (drží černého krále od pole c6)
8... Kc7
9. Sc5 Kd7
10. Sd6! (důležitý tah, tlačící krále na stranu šachovnice)
10... Ke8
11. Ke6 (Nyní se již černý nemůže z rohu šachovnice dostat)
11... Kd8
12. Sc6
12... Kc8
13. Kd5 (13. Ke7? je pat)
13...Kd8
14. Kc5 Kc8
15. Kb6 Kd8 (Nyní již bude bílý nutit černého do rohu)
16. Sc5 Kc8
17. Se7! (důležitý tah jenž tlačí černého do rohu)
17... Kb8
18. Sd7! (stejný princip jako u minulého tahu)
18... Ka8
19. Sd8
19... Kb8
20. Sc7+ Ka8
21. Sc6#, stejný mat jako v prvním případě.